# 王鏊
王鏊（1450年—1524年），字濟之，號守溪，晚更號拙叟，学者称震泽先生，直隸蘇州府吳縣東洞庭山人，明朝正德、嘉靖年間重臣。官至戶部尚書、武英殿大學士，諡文恪。

## 生平
王鏊之父王琬於成化九年（1473年），年五十五歲始授湖廣光化縣知縣，成化十三年（1477年）三月棄官歸里:第6页、第12页。王鏊自幼隨父讀書，善寫文章，國子監諸生爭誦其文。成化十年（1474年）甲午科應天鄉試第一名舉人（解元），成化十一年（1475年）聯捷乙未科會試第一名，一甲第三名進士（探花）。王鏊殿試原擬第一，一說因對策指陳時弊，為執政所忌；一說時任大學士商輅（明朝當時唯一連中三元者）不欲讓他人儷己，故抑之:第9页。授翰林院編修，歷侍講、右春坊右諭德、詹事府少詹事兼侍讀學士。弘治十三年（1500年）七月升吏部右侍郎，仍兼侍讀學士:第108页，正德元年（1506年）升吏部左侍郎，仍兼侍讀學士:第136页，十月與吏部尚書焦芳一同入閣參政:第138页，十二月升戶部尚書、文淵閣大學士、同知經筵事:第142页，正德二年（1507年）八月加少傅兼太子太傅、武英殿大學士，戶部尚書仍舊:第149页。
王鏊居官清廉，為人正直，時稱“天下窮閣老”。當時宦官劉瑾擅權，工部都水司郎中張瑋、雲南按察司副使姚祥、尚寶司卿顧璿被劉瑾荷杖幾死，王鏊怒斥劉瑾：“士可殺，不可辱。今辱且殺之，吾尚何顏居此。”與前戶部尚書韓文等上疏請誅劉瑾等“八黨”，不被採納:第138页，正德四年（1509年）四月致仕歸里:第158页，讀書著作，常與詩友遊山玩水，學者稱震澤先生。閒居十四年，嘉靖三年（1524年）卒，追贈太傅，諡文恪。
致仕後，在蘇州學士街天官坊建有“怡老園”，清朝改作江蘇布政使司衙門。

## 著作
著有《詩文集》36卷、《奏疏》2卷、《守溪筆記》2卷、《震澤紀聞》2卷、《震澤長語》2卷、《震澤編》8卷、《姑蘇志》60卷、《春秋詞命》3卷、《本草單方》8卷，並參與纂修《明孝宗實錄》224卷:第4页。

## 家族

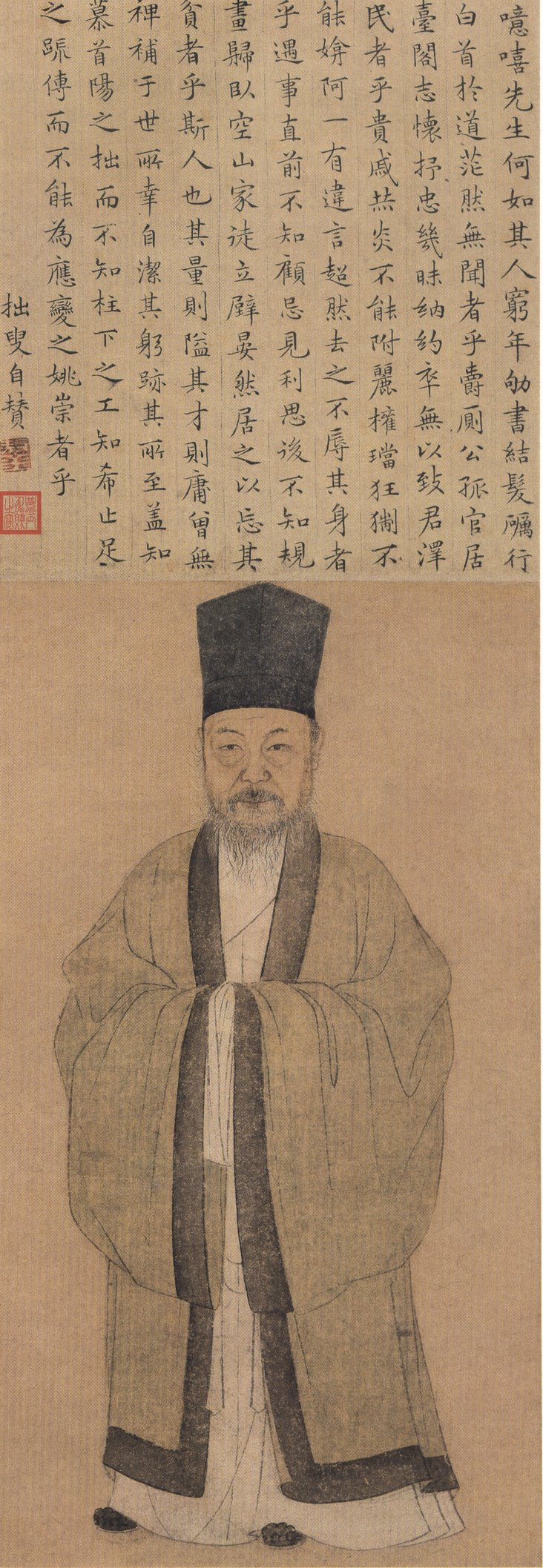
王鏊便服像

祖王伯英，祖王惟道，父王朝用，官光化知县，皆以子贵，赠如其官。曾祖妣陆氏、祖妣叶氏、妣叶氏，皆一品夫人。
- 成化六年（1470年）娶武山西金吳氏為妻，十二年（1476年）生女王儀，成化十三年（1477年）卒。
- 成化十七年（1481年）娶張氏為妻，十九年（1483年）生子王延喆，成化二十三年（1487年）卒。
- 成化二十三年（1487年）娶李氏為妻，生有二女。李氏多病，不久卒，葬於東洞庭山嘶馬塢。
- 成化二十三年（1487年）再娶胡氏為妻，生二子（王延素、王延陵）二女。
- 側室萬氏，正德十一年（1516年）生子王延昭。
- 王鏊有四子五女：長子王延喆（子貞）娶吳縣人、都察院右副都御史毛珵女，次子王延素（子儀）娶長洲人、南京都察院左副都御史陳璚次女，三子王延陵（子永）娶朱氏，四子王延昭（號卓峰）。長女嫁王鏊門生、吳縣人、吏部左侍郎徐縉，次女嫁崑山人、湖廣按察司副使朱文次子朱希召，三女嫁宜興永定鄉紳邵天賜長子卲鑾，四女嫁丹徒人、文淵閣大學士靳貴子靳懋仁，五女嫁吳縣人、彰德府知府嚴經子嚴濡[1]:第282页。
- 後代有清朝松江府知府王芑孫。

## 紀念
王鏊故里陸巷有惠和堂以及解元、會元、探花牌樓。其墓在東洞庭山梁家山。